# Discalma desiccata
Discalma desiccata là một loài bướm đêm trong họ Geometridae.